# Grążawy
Grążawy – wieś w Polsce położona w województwie kujawsko-pomorskim, w powiecie brodnickim, w gminie Bartniczka.

## Podział administracyjny
W latach 1954–1972 wieś należała i była siedzibą gromady Grążawy, po reformie w 1973 r. do 2004 r. należała i była siedzibą gminy Grążawy. W latach 1975–1998 miejscowość administracyjnie należała do województwa toruńskiego.

## Demografia
Według Narodowego Spisu Powszechnego (III 2011 r.) liczyły 516 mieszkańców. Są czwartą co do wielkości miejscowością gminy Bartniczka.

## Historia
Miejscowość po raz pierwszy wymienia się w 1229 roku. Do 1772 roku pozostawała własnością biskupów płockich.

## Zabytki
- Kościół św. Marcina z 1752 roku ufundowany przez biskupa płockiego Antoniego Dębowskiego. Kościół rozbudowano w 1886 roku. Jest to budowla drewniana o konstrukcji zrębowej. Najcenniejszy zabytek to obraz Matki Bożej z Dzieciątkiem z XVII wieku przysłonięty w XIX wieku przez wizerunek św. Marcina. Ołtarze w stylu eklektycznym zostały przywiezione tu w XIX wieku z różnych klasztorów w czasie ich kasaty.
- grodzisko kasztelańskie Świecie na północ od wsi, w widłach Drwęcy i Brynicy. Grodzisko pełniło w średniowieczu ufortyfikowany ośrodek administracyjny, z którego kasztelan zarządzał pobliskim terytorium. Obiekt po raz pierwszy był wymieniany w źródłach pisanych w 1230 roku jako castrum Zvitinese (Warownia Świecie). Okres funkcjonowania grodu przypada na okres od XII do XVI wieku[4][5]. Gród powstał w szczytowym okresie ekspansji polskiej w XII wieku, przypuszczalnie podczas panowania księcia Bolesława Krzywoustego. Gród stanowił niewątpliwie istotny ośrodek z punktu widzenia strategicznych planów państwa piastowskiego, na co wskazuje nie tylko jego topografia i dwuczłonowa forma obwałowań, ale także funkcja strażnicy przeprawy przez Drwęcę w kierunku Mazowsza i ziemi lubawskiej przez Brynicę[6]. Rangę tego ośrodka miał pośrednio podkreślać fakt planowanej fundacji klasztornej in confinio casti Zvitinense, na co zezwalał biskup płocki Günter niejakiemu Arnoldowi z Opola (jednak czy do owej fundacji w ogóle doszło, trudno przesądzić). Sukces akcji kolonizacyjnej i chrystianizacyjnej nie trwał chyba zbyt długo, skoro tak znacząca warownia została opuszczona na rzecz Michałowa zapewne w 2. ćwierci XIII wieku, choć sam obiekt pojawia się źródłach pisanych w 1230 roku jako książęca darowizna na rzecz biskupów płockich. Możliwe, że jeszcze do 1239 roku Świecie nad Drwęcą zachowało swe funkcje administracyjne, co poświadcza dokument księcia Bolesława Mazowieckiego, potwierdzając przynależność do tego grodu szeregu wsi[6].

## Religia i oświata
We wsi znajduje się parafia pod wezwaniem św. Marcina oraz Szkoła Podstawowa Przyjaciół Szkół Katolickich im. św. Franciszka z Asyżu.

## Pomniki przyrody
W 2009 roku ustanowiono pomnikiem przyrody sosnę zwyczajną o obwodzie 285 cm, wysokości 36 m, przybliżonym wieku 155 lat i nazwie „Sosna Wojtka”. Drzewo rośnie w oddziale leśnym nr 273i na terenie leśnictwa Długi Most.